# Gradi della Luftwaffe (Wehrmacht)
La Luftwaffe aveva una propria gerarchia di gradi militari, così come la marina e l'esercito.

## Colletti, spalline, maniche e paramano
| Generali - Generäle                            |                      |          |                |                   |
| -                                              | Reichsmarschall      |          |                | -                 |
| OF-10                                          | Generalfeldmarschall |          |                |                   |
| OF-9                                           | Generaloberst        |          |                |                   |
| OF-8                                           | General              |          |                |                   |
| OF-7                                           | Generalleutnant      |          |                |                   |
| OF-6                                           | Generalmajor         |          |                |                   |
| Ufficiali superiori - Stabsoffiziere           |                      |          |                |                   |
| OF-5                                           | Oberst               |          |                |                   |
| OF-4                                           | Oberstleutnant       |          |                |                   |
| OF-3                                           | Major                |          |                |                   |
| Ufficiali inferiori - Hauptleute und Leutnante |                      |          |                |                   |
| OF-2                                           | Hauptmann            |          |                |                   |
| OF-1                                           | Oberleutnant         |          |                |                   |
| OF-1                                           | Leutnant             |          |                |                   |
| Sottufficiali - Unteroffiziere                 |                      |          |                |                   |
| OR-8                                           | Stabsfeldwebel       |          |                |                   |
| OR-6                                           | Oberfeldwebel        |          |                |                   |
| OR-6                                           | Feldwebel            |          |                |                   |
| OR-5                                           | Unterfeldwebel       |          |                |                   |
| OR-5                                           | Unteroffizier        |          |                |                   |
| Truppa - Mannschaften                          |                      |          |                |                   |
| OR-4                                           | Stabsgefreiter       |          |                |                   |
| OR-3                                           | Hauptgefreiter       |          |                |                   |
| OR-3                                           | Obergefreiter        |          |                |                   |
| OR-2                                           | Gefreiter            |          |                |                   |
| OR-1                                           | Flieger              |          | -              |                   |
| Codice NATO                                    | Grado                | Mostrina | Controspallina | Manica o paramano |

## Sistema delle promozioni
La Luftwaffe aveva un sistema di arruolamento genericamente molto selettivo. Nonostante la sua importanza, la Luftwaffe soffrì il fatto di essere l'ultima forza armata della Germania in ordine di tempo, e gran parte del personale iniziale arrivò dall'esercito e dalla marina, portandosi dietro le relative tradizioni. Alcune promozioni ad ufficiale vennero concesse unicamente per questioni di amicizia, provocando il risentimento dei coscritti. Un pilota o un membro di un equipaggio aereo doveva innanzitutto frequentare le persone giuste se voleva avere una speranza di essere promosso ufficiale. Questo sistema di conoscenze e amicizie perdurò fino al 1941, quando perse valore di fronte alle promozioni sul campo concesse per rimpiazzare gli ufficiali caduti in combattimento. Proprio per ridurre queste perdite dal 1940 fu ammesso un solo ufficiale per equipaggio.
Il grado del soldato tuttavia era abbastanza irrilevante. La Luftwaffe si basava esclusivamente sulle abilità personali, e non era raro vedere un Leutnant essere nominato Staffelkapitän (caposquadriglia) di una formazione con altri piloti più alti in grado; questo modo di fare implicava anche, ad esempio, che un navigatore col grado di Unteroffizier "sovrastava" durante il volo il suo commilitone Oberleutnant operatore radio, con la subordinazione gerarchica che tornava normale una volta a terra.

## Comparazione dei gradi

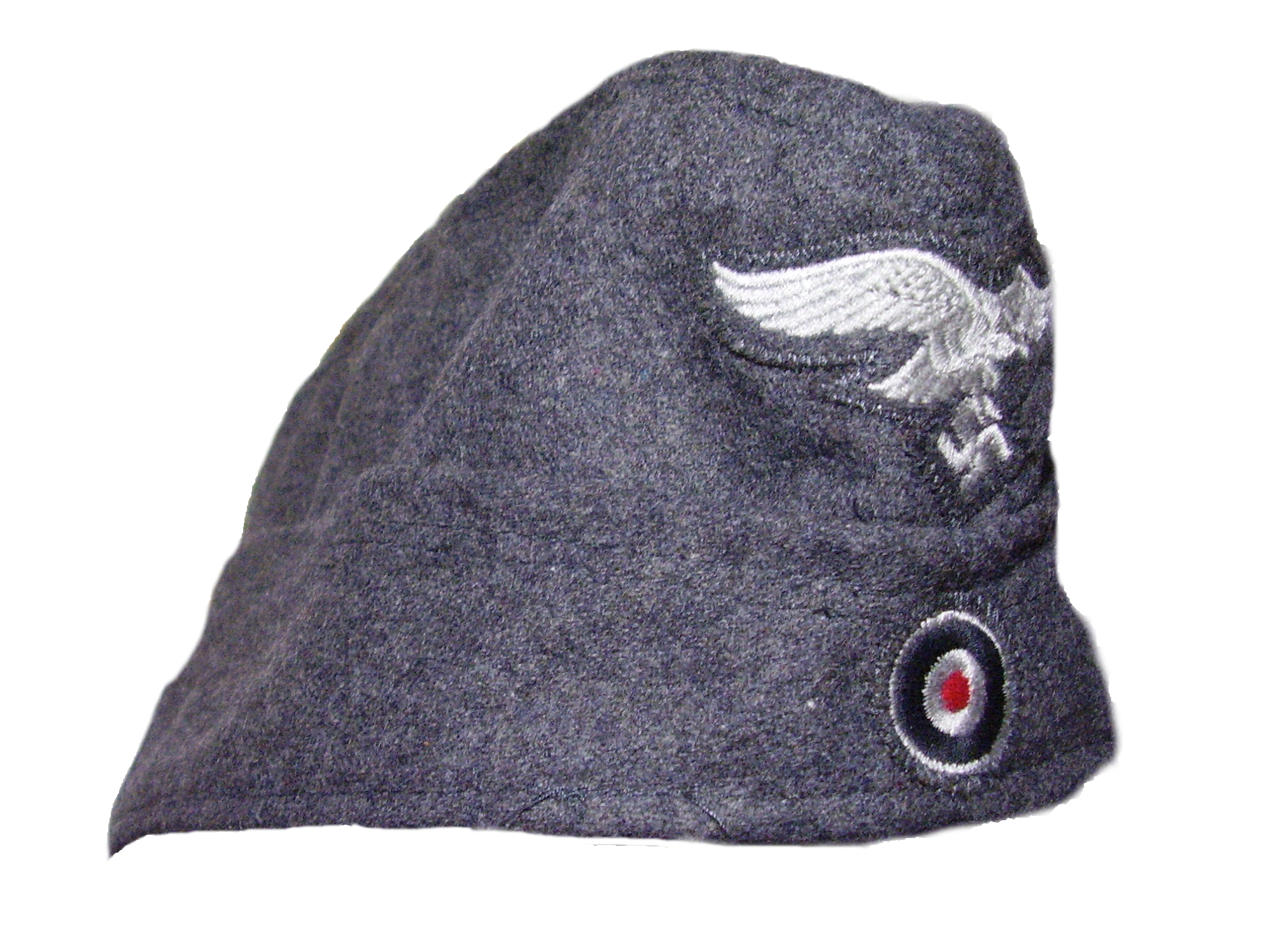
Bustina "Fliegermütze" da sottufficiale della Luftwaffe.

Nella lista che segue sono elencati i gradi partendo dal più alto (Reichsmarschall), a quello più basso (Flieger) affiancati dalla relativa comparazione con quelli della Regia Aeronautica:
- Reichsmarschall - nessuna comparazione; tradotto significa "Maresciallo del Reich". Questo grado fu creato appositamente da Hitler per Hermann Göring, per farlo figurare un gradino più in alto rispetto a tutti gli altri generali e feldmarescialli. La motivazione militare della promozione era la vittoria tedesca nella campagna di Francia, mentre la motivazione politica era la designazione di Göring quale "vice" ed eventuale successore di Hitler;
- Generalfeldmarschall - maresciallo dell'aria, grado che fu conferito al solo Italo Balbo;
- Generaloberst - generale d'armata aerea;
- General - generale di squadra aerea;
- Generalleutnant - generale di divisione aerea;
- Generalmajor - generale di brigata aerea;
- Oberst - colonnello;
- Oberstleutnant - tenente colonnello;
- Major - maggiore;
- Hauptmann - capitano;
- Oberleutnant - tenente;
- Leutnant - sottotenente;
- Stabsfeldwebel - maresciallo maggiore;
- Oberfeldwebel - maresciallo;
- Feldwebel - maresciallo;
- Unterfeldwebel - sergente maggiore;
- Unteroffizier - sergente;
- Stabsgefreiter - nessuna comparazione;
- Hauptgefreiter - nessuna comparazione;
- Obergefreiter - primo aviere;
- Gefreiter - aviere scelto;
- Flieger - aviere.

## Waffenfarbe
Il personale dello Heer aveva anche diverse specializzazioni a seconda del reparto di appartenenza. La specializzazione veniva riconosciuta guardando la Waffenfarbe, cioè il colore della bordatura delle controspalline o dello sfondo delle mostrine.
Nella tabella che segue il colore di sfondo contraddistingue la specialità.